# 刘易晏

中国少年儿童队队旗（后为中国少年先锋队队旗），1950年刘易晏设计，周令钊美化

刘易晏（1930年—）女，籍贯不详，中华人民共和国画家。

## 生平
1949年8月，国立北平艺专二年级学生刘易晏被调到中国新民主主义青年团中央，参加《中国儿童》半月刊（《中国少年报》的前身）的筹备，从此成为美术编辑。1950年，全国第一次少年儿童工作会议召开，经领导授意，刘易晏设计了中国少年儿童队（后为中国少年先锋队）队旗，图案为星星火炬，并请周令钊美化完成。
三年困难时期，1961年1月，在北京召开的中共八届九中全会上，毛泽东讲话要求全党大兴调查研究之风，在1961年搞个“实事求是年”。4月2日至5月16日，主持中央日常工作的国家主席刘少奇到家乡湖南省宁乡县作了44天社会调查，此后他鼓励更多的中央各部委领导到基层调查。9月，共青团中央第一书记胡耀邦响应号召，来到山东省金乡县调研，并看望了下放到这里的团中央工作人员，其中包括《中国少年报》的刘易晏。胡耀邦坦承团中央的“反右”和审干运动有问题，“反右倾”现在看起来批判得宽了。胡耀邦的这番话使这批下放的年轻工作人员获得了宽慰。
1950年代，漫画形象“小虎子”在《中国少年报》上亮相。从1963年起，刘易晏参与创作“小虎子”。“文革”期间，《中国少年报》停刊12年，直到1978年才复刊。“小虎子”重回该报，刘易晏继续投入“小虎子”的绘制工作。为画好“小虎子”，刘易晏常到学校与孩子们座谈、参加课外活动。“小虎子”系列漫画是由集体创作，刘易晏和同事们都没署过真名，而是用“大牛”之类笔名。
刘易晏退休后，给各类刊物画插图。2004年，刘易晏之子赵捷想出了漫画形象“猫大哥”，母子共同为猫大哥设计了定位。此后刘易晏画了许多“猫大哥”的漫画，并结集为《猫大哥趣闻》出版，内含188幅漫画。

## 著作
- 潮流　写，刘益晏　画. . 青年出版社. 1950年.
- 江山野　著，刘益晏　插画. . 中国青年出版社. 1951年.
- 张天翼　著，刘益晏　插画. . 中国青年出版社. 1952年.
- 胡景芳　著，刘益晏　插画. . 中国少年儿童出版社. 1958年.
- 赵捷、刘益晏　编，刘益晏　绘. . 九州出版社. 2013年.
- 赵捷 著，刘易晏、赵捷 绘. . 中国文史出版社. 2015年.
- 赵捷、刘益晏　编，刘益晏　编绘. . 中国文史出版社. 2016年.